# Carl A:son Sjögreen
Carl August Pontus Axelsson Sjögreen, född den 27 december 1868 i Ingatorps församling, Jönköpings län, död den 16 oktober 1958 i Stockholm, var en svensk militär. Han var son till Axel Sjögreen och dotterson till Pontus af Burén.
Sjögreen blev underlöjtnant vid Första livgrenadjärregementet 1889, löjtnant där 1895, vid generalstaben 1899, kapten där 1902, i Första livgrenadjärregementet 1904 och vid Kalmar regemente 1907. Han var lärare vid Krigsskolan 1897–1899 och vid Krigshögskolan 1904–1909. Sjögreen befordrades till major vid generalstaben 1909, till överstelöjtnant där 1912 och till överste där 1915. Han var souschef vid lantförsvarsdepartementets kommandoexpedition 1910–1913, chef för Krigshögskolan 1913–1915, sekundchef för Livregementets grenadjärer 1917–1922, brigadchef 1921–1922, chef för lantförsvarets kommandoexpedition 1923–1926 och inspektör för infanteriet 1926–1933. Sjögreen befordrades till generalmajor 1926 och till generallöjtnant 1933. Han var ordförande i direktionen för arméns pensionskassa 1931–1937. Sjögreen invaldes som ledamot av Krigsvetenskapsakademien 1913. Han blev riddare av Svärdsorden 1909 och av Nordstjärneorden 1914 samt kommendör av andra klassen av Svärdsorden 1919, kommendör av första klassen av samma orden 1921 och kommendör med stora korset 1933. Sjögreen vilar på Norra begravningsplatsen utanför Stockholm.